# Mudre i lude djevice
Prispodoba o mudrim i ludim djevicama jedna je od Isusovih prispodoba, zabilježena u evanđelju po Mateju.
Prispodoba govori o deset djevica (djeveruša) koje s lampama ili bakljama čekaju na dolazak mladoženje, tijekom noći. Pet djevica su mudre i ponijele su dovoljno goriva za lampe. Pet su nerazumne i nisu. Mladoženja kasni, i ludim devojkama ponestane goriva u lampama. Kad mladoženja stigne, pet djevojaka koje su bile spremne za njegov dolazak nagrađene su, a pet koje nisu spremne nisu smjele ići na svadbu. Prispodoba ima eshatološku temu: biti spreman za sudnji dan. Sličan svršetak i slično učenje ima i prispodoba o stražaru.
Priča o deset djevica bila je jedna od najpopularnijih parabola u srednjem vijeku, s velikim utjecajem na gotičku umjetnost, skulpturu i arhitekturu njemačkih i francuskih katedrala.
Ovu prispodobu Isus daje kao jedan u nizu odgovora na pitanje njegovih učenika: "Kaži nam kad će to biti? I kakav je znak tvog dolaska i kraja vremena?" (Mt 24,3) Ostale parabole u ovom nizu su priča o cvijetanju smokve i priča o stražaru. Sve one govore o neophodnosti da se uvijek bude spreman, jer je neizvjestan čas dolaska Gospoda, odnosno drugi Kristov dolazak.
U ovoj prispodobi, Krist je predstavljen kao mladoženja, nadovezujući se na starozavjetni prikaz Boga kao mladoženje (Jeremija 2,2 i drugde). Richard Thomas France smatra da se ova priča „posebno obraća onima u Crkvi, koji ne treba da pretpostavljaju da je njihova budućnost bezuvjetno osigurana."
Spencer Kimball objašnjava zašto mudre djevice nisu podijelile gorivo, navodeći da nije u pitanju sebičnost ili neljubaznost, već da „vrsta goriva potrebna da osvijetli put“ nije dijeljiva. On razjašnjava da se poslušnost, smiren um, ispravan život i vjera ne mogu dijeliti, već svatko mora steći „tu vrstu goriva“ za sebe.
```
"Tada će kraljevstvo nebesko biti kao kad deset djevica uzeše svoje svjetiljke i iziđoše u susret zaručniku. Pet ih bijaše ludih, a pet mudrih. Lude uzeše svjetiljke, ali ne uzeše sa sobom ulja. Mudre pak zajedno sa svjetiljkama uzeše u posudama ulja." "Budući da je zaručnik okasnio, sve one zadrijemaše i pozaspaše. Tada ustadoše sve one djevice i urediše svoje svjetiljke. "Dok one odoše kupiti, dođe zaručnik: koje bijahu pripravne, uđoše s njim na svadbu i zatvore se vrata. Bdijte dakle jer ne znate dana ni časa!" (Mt 25,1-13)
[
3
]
```